# Карикатури тварин і людей

Тварини змагаються в боротьбі сумо (перший сувій «Карикатур тварин і людей», Токійський національний музей).

Карикатури тварин і людей (яп. 鳥獣人物戯画, ちょうじゅうじんぶつぎが, тьодзю дзінбуцу ґіґа) або Карикатури тварин (яп. 鳥獣戯画, ちょうじゅうぎが, тьодзю ґіґа) — японська ілюстрована книга-сувій середини XII — XIII століття. Збірник карикатур, в яких висміюється поведінка тварин і людей. Національний скарб Японії. Складається з 4 сувоїв. Намальована у техніці тушевих контурних картин на японському папері. Належить монастирю Косандзі в Кіото. Перший і третій сувої зберігаються в Токійському національному музеї, другий і четвертий сувої — в Кіотському національному музеї. Найбільшу популярність має найстарший перший сувій, у якому жаби, зайці та мавпи грають в людські ігри.

## Короткі відомості

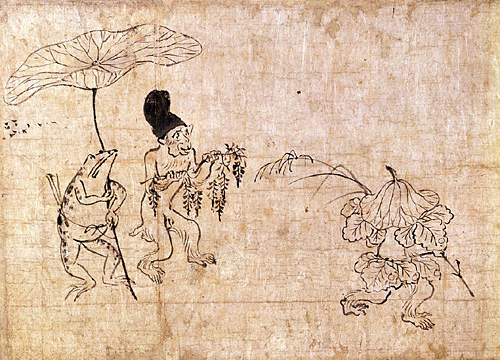
Мавпа-аристократ і жаба-прислужник (перший сувій «Карикатур тварин і людей», Токійський національний музей).

«Карикатури тварин і людей» були складені в середні 12 — середині XII століття. Перший і другий сувої датуються кінцем періоду Хейан, а третій і четвертий — першою половиною періоду Камакура. В першому сувої «Карикатур» алегорично зображено мавп, жаб і зайців, що граються, немов люди. У другому сувої постають коні, корови, буйволи, півні, леви, слони, а також фантастичні тварини, такі як водяний носоріг, жираф-кірін, дракон та інші. В третьому сувої намальовано світських і духовних осіб, які змагаються один з одним в іграх, а також зайців, мавп і жаб, що розважаються. Останній четвертий сувій містить веселі картинки людей — монахів, міщан, аристократів.
На відміну від інших ілюстрованих книг, «Карикатури» не супроводжуються текстом. Через це зміст багатьох зображень не зрозумілий. Усі тлумачення малюнків мистецтвознавцями не виходять за межі гіпотез.
Автором «Карикатур» традиційно вважається Какую (1053―1140), будистського монаха з секти Тендай, який мав прізвисько «Ченець з Тоби». Проте точних доказів цієї теорії немає. Четвертий сувій взагалі відрізняється художнім стилем та часом створення, тому приписувати його авторство Какую проблематично.
Усі карикатури виконані чорною тушшю, в стилі контурного малюнку. Тварини, люди, трави накидані як ескізи, без деталізації. В першому сувої «Карикатур» художник широко використовував властивості туші — густоту, жирність, а також різну силу натискання пензля. Зображення з цього сувою вважаються зразком класичного японського контурного малюнку. Стиль другого сувою віддалено нагадує перший. Третій сувій — занадто деталізований, а четвертий — написаний грубим пензлем. Припускають, що усі чотири сувої були написані різними монахами або монастирськими художниками, що спеціалізувалися на малюванні мандал та святих образів.